# 上柏站
上柏站位于广东省佛山市南海区上柏村，是广茂铁路的一座已关闭的五等站。
本站原为1903年投入使用的上柏乘降所:475，1990年代关闭:52。因广茂铁路运量增长，广铁于2005年5月新建上柏站，以改善广茂铁路的运输通过能力。2024年7月16日凌晨，随着街边站完成信号大修站改施工，本站关闭。